# Сковелл, Джордж
Джордж Сковелл (21 марта 1774 года, Лондон, Британская Империя — 17 января 1861 года, Гилфорд, Британская Империя) — британский офицер, который внес решающий вклад в расшифровку закодированной переписки между командующими неприятельских французских армий во время Наполеоновских войн.

## Биография
Генерал сэр Джордж Сковелл был офицером интендантской службы британского экспедиционного корпуса в Испании и Португалии во время Наполеоновских войн.
Он начал службу корнетом и адъютантом в 4-м полку королевских драгун. Служил заместителем помощника генерал-квартала в битве при Корунне в 1809 году. За службу в войне на полуострове он получил армейскую золотую медаль с одной застежкой.
История сохранила его имя в основном в связи с решающей ролью в разгадывании французских армейских шифров. Будучи талантливым лингвистом и организатором, он был назначен начальником специального отряда в британском экспедиционном корпусе, который получил название Army Guides («военные проводники»). Этот отряд был создан из испанцев и португальцев для перехвата и расшифровки сообщений французских командующих между собой.
Весной 1811 года французы начали использовать шифр, основанный на комбинации 150-ти номеров, это шифр назывался Army of Portugal Code («код Армии Португалии», Армия Португалии была частью французской армии Наполеона на Пиренеях). Сковелл взломал этот шифр за два дня.
В конце 1811 года, новый шифр под названием Тhe Great Paris Code был послан всем французским командующим. Он был основан на 1400 номерах и был скопирован с дипломатического шифра Grande Chiffre. Этот шифр добавлял бессмысленные цифры к зашифрованным буквам для затруднения его расшифровки. К декабрю 1812 года, когда было перехвачено письмо от брата Наполеона Жозефа, Сковелл уже мог прочитать его содержание настолько, что получил достаточно информации о предстоящих планах операций французской армии на Пиренеях. Эта информация оказалась жизненно важной для обеспечения победы войск генерала Веллингтона над французской армией под Витторией 21 июня 1813 года.
В 1813 году Сковелл получил задание организации, а затем командования Штабным Корпусом Кавалерии, также известным как Штабные Драгуны Корпуса Жандармерии. Это подразделение, экипированное как легкие драгуны (хотя и в красных униформах), стало первой формальной единицей военной полиции в британской армии. Штабные Драгуны, в дополнение к обязанностям полицейских, выполняли также сопроводительно-охранные и другие штабные обязанности, а также иногда участвовали и в боевых действиях.
За участие в битве при Битва при Ватерлоо он был награждён орденом Святого Владимира 4-й степени.
Сковелл вышел в отставку из британской армии в чине генерала. Умер в Хенли-парке, Гилфорд, был похоронен на кладбище Королевского военного колледжа в Сандхерсте.

## Семейная жизнь
Джордж Сковелл женился на дочери Сэмюэля Клоуза из Бротона, Ланкашир, в 1805 году.